# Forest of Dean
Forest of Dean är en skog i Storbritannien.   Den ligger i riksdelen England, i den södra delen av landet, 170 km väster om huvudstaden London.